# Meimei
Meimei, pseudônimo de Irma de Castro Rocha  (Pará de Minas, 22 de outubro de 1922 - Belo Horizonte, 1 de outubro de 1946) foi uma educadora brasileira. Após o falecimento, o médium brasileiro Francisco Cândido Xavier passou a alegar que receberia mensagens psicografadas de seu espírito.

## História
Nascida em Mateus Leme, na época um distrito de Pará de Minas, em Minas Gerais, Meimei era filha de Adolfo de Castro e Mariana de Castro. Aos dois anos de idade a família transferiu-se para Itaúna. Aos cinco anos de idade ficou órfã de pai. 
Cursou o ensino fundamental, matriculando-se na Escola Normal de Itaúna. No segundo ano do curso foi obrigada a abandonar os estudos por conta de uma nefrite que deixou-a acamada. Posteriormente, melhor de saúde, mudou-se para Belo Horizonte em companhia de uma de suas irmãs mais velha, Alaíde. Começou a trabalhar como substituta numa escola paroquial. Nesse período conheceu Arnaldo Rocha (1922-2012), com quem casou-se em 1942, aos 20 anos de idade. 
Voltou a adoecer de nefrite em 1946, vindo a falecer de insuficiência renal aos 24 anos, em 1 de outubro de 1946, na capital mineira.
Cerca de cinquenta dias após a morte da esposa, Arnaldo Rocha, acompanhado de seu irmão Orlando, que era espírita, descia a Avenida Santos Dumont, em Belo Horizonte, quando avistou o médium Francisco Cândido Xavier. O próprio Arnaldo narra o ocorrido:
"Chico olhou-me e disse: 'Ora gente, é o nosso Arnaldo, está triste, magro, cheio de saudades da querida Meimei…' Afagando-me, com a ternura que lhe é própria, foi-me dizendo: 'Deixe-me ver, meu filho, o retrato de nossa Meimei que você guarda na carteira.' E, dessa forma, após olhar a foto que lhe apresentara, Chico lhe disse: '- Nossa querida princesa Meimei quer muito lhe falar!' "
Naquela mesma noite, em reunião realizada em casa de amigos espíritas, o espírito de Meimei deixou a sua primeira carta psicografada. Com o passar dos anos, o médium mineiro foi revelando aos amigos mais chegados que Meimei era o mesmo espírito chamado Blandina, citada por André Luiz na obra "Entre a Terra e o Céu" (capítulos 9 e 10), que morava na cidade espiritual "Nosso Lar"; referiu ainda que Blandina era a filha de Taciano e Helena, que Emmanuel descreve no romance "Ave Cristo", e que viveu no terceiro século depois de Jesus.
Os seus textos encontram-se em diversas obras mediúnicas, como "Pai Nosso", "Amizade", "Palavras do Coração", "Cartilha do Bem", "Evangelho em Casa", "Deus Aguarda" e "Mãe". 
É homenageada por dezenas de casas espíritas em todo o país, que adotam o seu nome.